# Hartmut Mangold

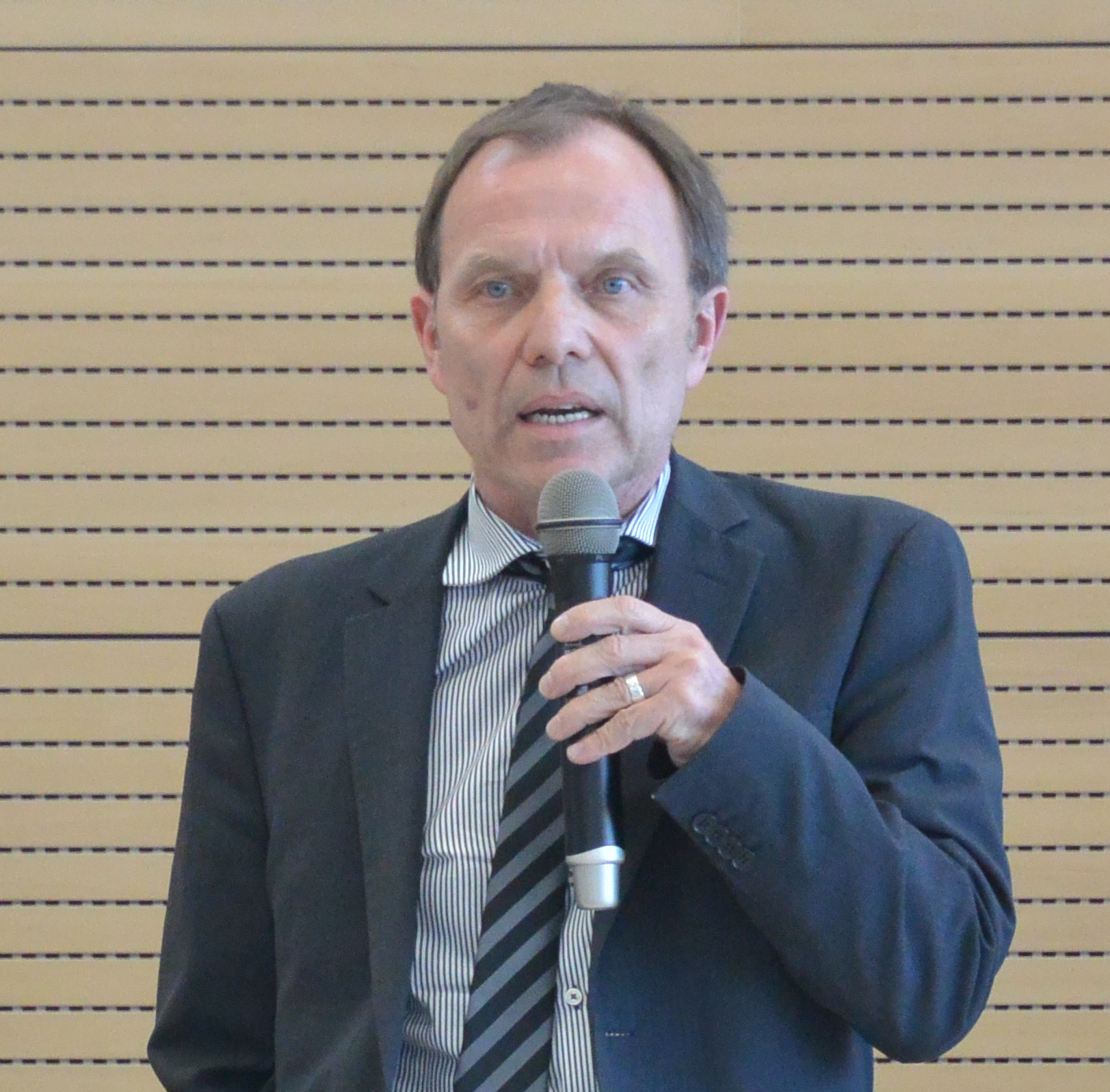
Hartmut Mangold, 2015

Hartmut Mangold (* 9. November 1956 in Eisenach) ist ein deutscher Jurist und politischer Beamter (SPD). Er war von 2007 bis 2009 Staatssekretär im damaligen Sächsischen Staatsministerium für Wirtschaft und Arbeit und von 2014 bis 2022 Staatssekretär im Sächsischen Staatsministerium für Wirtschaft, Arbeit und Verkehr.

## Leben
Nach dem Abitur im Jahr 1976 absolvierte Mangold von 1977 bis 1982 ein Studium der Rechtswissenschaft und Germanistik an den Universitäten in Freiburg und Regensburg. Das erste juristische Staatsexamen legte er 1981 ab. Es folgte in den Jahren 1982 bis 1986 das Referendariat mit Station in Regensburg und Edinburgh und 1986 das zweite juristische Staatsexamen. 1988 promovierte Mangold zum Dr. phil.

## Beruf
Die berufliche Laufbahn von Hartmut Mangold begann im Jahr 1986 als Dozent für Rechtsphilosophie und Verfassungsrecht an der Universität Edinburgh. In den Jahren 1988/89 arbeitete Mangold als Staatsanwalt am Landgericht Berlin und ging dann als Referent ins nordrhein-westfälische Ministerium für Wissenschaft und Forschung. In den Jahren 1990 bis 1992 war er als Referatsleiter im brandenburgischen Ministerium für Wissenschaft, Forschung und Kultur tätig und wechselte dann in die Staatskanzlei Brandenburg, wo er bis 1999 zunächst als Büroleiter und später als Referatsleiter beschäftigt war. Anschließend wurde Mangold Referatsleiter im Bundeskanzleramt, bis er 2003 zunächst als Ministerialdirigent und Unterabteilungsleiter im Bundesministerium für Verkehr, Bau und Stadtentwicklung wirkte.
Ab 1. August 2007 war Hartmut Mangold Staatssekretär im vom Thomas Jurk (SPD) geführten Sächsischen Ministerium für Wirtschaft und Arbeit (Kabinett Tillich I). Er trat damit die Nachfolge von Christoph Habermann an, der als Staatssekretär nach Rheinland-Pfalz wechselte.
Nach dem Ausscheiden der SPD aus der Sächsischen Staatsregierung nach der Landtagswahl 2009 wurden Hartmut Fiedler am 6. Oktober 2009 und Roland Werner am 1. Dezember 2009 seine beiden gemeinsamen Nachfolger.
Bis November 2014 war Mangold Leiter der Abteilung Verwaltung im Landtag Brandenburg.
Ab Dezember 2014 war Mangold im sächsischen Staatsministerium für Wirtschaft, Arbeit und Verkehr Staatssekretär für Wirtschaft und Verkehr und fungierte gleichzeitig als Amtschef. Ende Januar 2022 trat er in den Ruhestand ein. Ihm folgte Thomas Kralinski nach.